# جون كيتس (كاتب)
جون كيتس (بالإنجليزية: John Keats)‏ هو كاتب أمريكي، ولد في 1921، وتوفي في 3 نوفمبر 2000.